# Christina Miller
Christina Cruikshank Miller (29 de agosto de 1899-16 de julio de 2001) fue una química escocesa, una de las primeras cinco mujeres y la primera mujer química elegida como miembro de la Sociedad Real de Edimburgo (7 de marzo de 1949). Christina Miller sufrió de sordera durante su niñez y también perdió la vista en un ojo debido a una explosión de laboratorio en 1930. La Universidad de Edimburgo nombró un edificio en su honor. La Universidad Heriot-Watt también tiene un edificio en su nombre, el "Christina Miller Hall".

## Primeros años en Escocia
Christina Cruikshank Miller nació en 1899 en Coatbridge, Escocia. Hija de un jefe de estación, fue la mayor de dos hermanas. Sufrió de sarampión y rubeola a la edad de cinco años, condición que dañó su oído y que continuó empeorando progresivamente durante el resto de su vida. Se interesó por la química después de leer un artículo en una revista en la que se mostraba la química analítica industrial como elección de carrera potencial para mujeres.

## Educación
Christina Miller estudió simultáneamente en la Universidad de Edimburgo (1917-1920) y en la Universidad Heriot-Watt (1917-1921). Asistió a clases nocturnas durante la Primera Guerra Mundial. Durante este periodo era una de las tres mujeres estudiando para conseguir un diploma en química. Se graduó en la Universidad de Edimburgo en 1920 obteniendo el grado de licenciatura en ciencia con distinción especial, ganó la medalla de clase y le otorgaron la beca Vans Dunlop, que le permitió continuar con su carrera científica durante el doctorado. Al año siguiente se graduó en la Universidad Heriot-Watt. En 1920, solicitó a James Walker trabajar con él en la Universidad de Edimburgo. La mayoría de la literatura científica durante ese tiempo estaba escrita en alemán, por lo que Walker le pidió como requisito previo aprender alemán. Christina Miller realizó sus estudios de doctorado de 1921 a 1924 bajo la tutela del propio James Walker.

## Carrera científica
Como ya se ha señalado, realizó su trabajo de doctorado (PhD) dirigida por James Walker. Su investigación se centró en el fenómeno de difusión basado en la ley de Stokes-Einstein. Estudió el efecto de la viscosidad y la temperatura en la difusión del yodo en solución. Su trabajo se publicó en el Proceedings of the Royal Society.
Después de obtener el doctorado, se dedicó a investigar las propiedades de diferentes óxidos de fósforo. En 1928 obtuvo la primera muestra pura de óxido de fósforo (III) y mostró que la luminiscencia observada en muestras anteriores se debía a la presencia del fósforo disuelto. Su publicación fue premiada con la Medalla Keith de la Sociedad Real de Edimburgo. El éxito de este trabajo sirvió para que obtuviera un doctorado en ciencias (DSc) antes de cumplir los 30 años.
Su investigación quedó restringida después de que perdiera la vista en un ojo debido a una explosión de laboratorio. Tras el accidente, Miller se centró en investigar y desarrollar técnicas de microanálisis para el estudio de rocas y metales.
Según Ann Jones, "Christina Miller fue una verdadera pionera. Hizo descubrimientos innovadores en química analítica cuando el campo era especialmente dominado por hombres, y fue una profesora y mentora que inspiró a múltiples generaciones de estudiantes". En 1933 fue nombrada directora del laboratorio de enseñanza.
En 1949 fue elegida miembro de la Sociedad Real de Edimburgo, siendo su membresía propuesta por James Pickering Kendall, Sir Edmund Hirst, John Edwin Mackenzie y J. Norman Davidson. Recibió la Medalla Keith de la Sociedad en el periodo 1927-29.

## Reconocimientos y premios
- Medalla Keith (1929)
- Miembro de la Sociedad Real de Edimburgo (1949)
- Miembro honorario de la Universidad Heriot-Watt (1951)

## Letras personales a J.P. Ward
Este artículo (PDF) contiene veinte cartas de la correspondencia personal entre la Dr. Christina Cruickshank Miller y J. P. Ward, uno de sus antiguos estudiantes y pupilos. Las cartas fueron escritas entre 1984 y 2001, año en el que falleció la Profesora Miller a los casi 102 años de edad.